# Alan Clive Newell
Alan Clive Newell (Dublin, 5 de novembro de 1941) é um matemático irlandês/estadunidense.
Em 1976 recebeu uma bolsa Guggenheim e em 2004 foi laureado com a John von Neumann Lecture. É professor da Universidade do Arizona.